# Seznam angleških igralcev
Seznam angleških igralcev.

## A
- Dawn Addams
- Scott Adkins
- Riz Ahmed
- Maria Aitken
- David Ajala
- Adewale Akinnuoye-Agbaje
- John Alderton
- Alfie Allen
- Julie Andrews
- Naveen Andrews
- Alexander Armstrong
- Alun Armstrong
- Joe Armstrong
- Jonas Armstrong
- Amma Asante
- Rowan Atkinson
- Richard Attenborough

## B
- Tobi Bakare
- Tom Baker
- Jill Balcon
- Christian Bale
- Gary Barlow
- Alfie Bass
- Alan Bates
- Sean Bean
- Kate Beckinsale
- Paul Bettany
- Christopher Biggins
- Jane Birkin
- Jacqueline Bisset
- Honor Blackman
- Brenda Blethyn
- Caroline Bliss
- Claire Bloom
- Orlando Bloom
- Dirk Bogarde
- Sarah Brightman
- Isa Briones
- Thomas Brodie-Sangster
- Millie Bobby Brown
- Alfred Burke
- Asa Butterfield

## C
- Michael Caine
- Simon Callow
- Helena Bonham Carter
- Emma Chambers
- Julie Christie
- Sam Claflin
- Petula Clark
- Emilia Clarke
- John Cleese
- Olivia Colman
- Jodie Comer
- Roisin Conaty
- Joan Cooper
- James Corden
- Oliver Cotton
- Noël Coward
- Daniel Craig
- Donald Crisp
- Ben Cross
- Ben Crystal
- Benedict Cumberbatch
- Tim Curry
- Peter Cushing

## D
- Timothy Dalton
- Hugh Dancy
- Suzanne Danielle
- Warwick Davis
- Daniel Day-Lewis
- Cara Delevingne
- Dame Judi Dench
- Reginald Denny
- Ken Dodd
- Pete Doherty
- Shaun Dooley
- Diana Dors
- Robin Atkin Downes
- Julie Driscoll
- Clive Dunn
- Franklin Dyall

## E
- Peter Egan
- Samantha Eggar
- Chiwetel Ejiofor
- Idris Elba
- Denholm Elliott
- Harry Enfield
- Alice Eve
- Trevor Eve

## F
- Paloma Faith
- Tom Felton
- Emma Ferguson
- Joseph Fiennes
- Ralph Fiennes
- Albert Finney
- Colin Firth
- George Formby
- Rupert Friend
- Martin Freeman
- Edward Fox
- James (William) Fox
- Samantha Fox
- Claire Foy
- Rupert Friend

## G
- Charlotte Gainsbourg
- Sir Michael Gambon
- David Garrick
- Ricky Gervais
- Sir John Gielgud
- Michael Gough
- John Gregson
- Joyce Grenfell
- Rupert Grint
- Sir Alec Guinness

## H
- Rebecca Hall
- Geri Halliwell
- Sheila Hancock
- Robert Hardy
- Tom Hardy
- Kit Harington
- Rex Harrison
- Nigel Havers
- Jack Hawkins
- Sally Hawkins
- Will Hay
- Anthony Head
- Emma Heming
- Tom Hiddleston
- Freddie Highmore
- Benny Hill
- Dame Wendy Hiller
- Thora Hird
- Tom Holland
- Stanley Holloway
- Ian Holm
- Bob Hoskins
- Leslie Howard
- Trevor Howard
- Jason Hughes
- Elizabeth Hurley
- John Hurt

## I
- Jeremy Irons
- Max Irons
- Jason Isaacs
- Kate Isitt
- Eddie Izzard

## J
- Felicity Jones

## K
- Daniel Kaluuya
- Keira Knightley

## L
- Charles Laughton
- Hugh Laurie
- John Laurie
- Ian Lavender
- David Jude Law
- Belinda Lee
- Christopher Lee
- David Leland
- Rula Lenska
- Matthew David Lewis
- Roger Lloyd-Pack
- Margaret Lockwood
- John Loder
- Michael Lonsdale
- Arthur Lowe

## M
- Roy Marsden
- James Mason
- Rik Mayall
- Malcolm McDowell
- Ian McKellen
- Julia McKenzie
- Ian McShane
- Sarah Miles
- Hayley Mills
- John Mills
- Alfred Molina
- Ben Moor
- Roger Moore
- Kenneth More
- Carey Mulligan

## N
- Mya-Lecia Naylor
- John Nettles
- John Neville
- Anthony Newley
- Bill Nighy
- David Niven
- Emma Noble

## O
- Gary Oldman
- Sir Laurence Olivier
- Kate O'Mara
- Julia Ormond
- Clive Owen

## P
- Michael Palin
- Cecil Parker
- Shaun Parkes
- Dev Patel
- Adrian Paul
- Gloria Paul
- Amanda Pays
- Simon Pegg
- Sue Perkins
- Tim Pigott-Smith
- Rosamund Pike
- Arthur Wing Pinero
- Donald Pleasence
- Joan Plowright
- Su Pollard
- Will Poulter
- Dave Prowse
- Ella Purnell

## R
- Daniel Radcliffe
- Charlotte Rampling
- Basil Rathbone
- Mark Ravenhill
- Eddie Redmayne
- Oliver Reed
- Kelly Reilly
- Miranda Richardson
- Sir Ralph Richardson
- Alan Rickman
- Diana Rigg
- Paul Ritter
- Michael Rennie
- Sam Riley
- Margot Robbie
- Tony Robinson
- Flora Robson
- Patricia Roc
- Anton Rodgers
- Tim Roth
- Dame Margaret Rutherford

## S
- George Sanders
- Julian Sands
- Prunella Scales
- John Schlesinger
- Paul Scofield
- Naomi Scott
- Jenny Seagrove
- Peter Sellers
- Andy Serkis
- Jean Simmons
- Ed Skrein
- Dame Maggie Smith
- Rafe Spall
- Timothy Spall
- Terence Stamp
- Jason Statham
- Imelda Staunton
- Sam Strike
- David Suchet
- Sylvia Syms

## T
- Dame Elizabeth Taylor
- David Thewlis
- Emma Thompson
- Ramon Tikaram
- Ann Todd
- John Lawrence Toole
- Henry Travers
- David Tree
- Herbert Beerbohm Tree
- Sophie Turner
- Margaret Tyzack

## U
- Sir Peter Ustinov

## W
- Phoebe Waller-Bridge
- Julie Walters
- David Warner
- Jack Warner
- Emma Watson
- Carl Wayne
- Rachel Weisz
- Joanne Whalley
- Ben Whishaw
- June Whitfield
- Michael Wilding
- Frank Williams (igralec)
- Herbert Wise
- Googie Withers
- Benedict Wong

## Y
- Michael York